# Hostage Rescue Team
Pour les articles homonymes, voir HRT.
La FBI Hostage Rescue Team / HRT (« équipe de libération d'otage ») est une unité de contre-terrorisme et de libération d'otage du Federal Bureau of Investigation (FBI) des États-Unis d'Amérique fondée en 1982 par Danny Coulson (en), ancien sous-directeur adjoint du FBI.
L'unité fut certifiée opérationnelle en octobre 1983 et comportait à l'origine 50 agents, mais ce nombre a depuis augmenté pour atteindre 90 agents puis 146 membres en janvier 2020. Sa fonction principale est celle d'une unité Special Weapons And Tactics (SWAT) fédérale de haut niveau engagée dans des situations extrêmement dangereuses ou délicates.
Aujourd'hui, l'unité est partie intégrante de la branche d'appui tactique du Groupe de réaction aux incidents critiques (en) (Critical Incident Response Group, ou CIRG) du FBI et est basée à l'académie du FBI, sise dans la base du corps des marines de Quantico, dans le comté virginien de Stafford.

## Missions

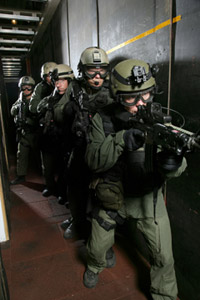
Des agents de la HRT.

La première mission de la HRT est la libération d'otage et le contre-terrorisme. Ses missions secondaires comprennent notamment : 
- la neutralisation d'individus retranchés ;
- l'exécution de missions héliportées et de sauvetage ;
- l'exécution d'assauts mobiles ;
- la réalisation d'assauts, de recherches, d'arrestations à hauts risques ;
- la coordination des chasses à l'homme et des opérations à la campagne ;
- la fourniture d'une force de protection pour du personnel du FBI outre-mer.

Dans une moindre mesure, la HRT peut déployer des équipes ou des agents pour agir comme sniper ou pour fournir un service de protection à des dignitaires ou des témoins fédéraux de très haute importance. 
Les équipes fournissent également un soutien pour des missions outre-mer et  pour les Joint Terrorism Task Forces. Les équipes effectuent en métropole et à l'étranger des actions de polices typiques comme des arrestations, des préparations de scènes de crime pour la recherche d'indice ou des témoignages devant une cour de justice .
La HRT est également impliqué pour des opérations de secours lors d'un ouragan ou des événements spéciaux comme les Jeux olympiques, des investitures présidentielles et des conventions politiques.

## Organisation
Trois équipes tournent sur un cycle de 3 x 120 jours : entraînement, opérations, appui. 
Durant le cycle d'entraînement, l'équipe rafraîchit ses compétences, prend part à des exercices, effectue d'autres stages ou s'entraîne avec d'autres unités nationales ou étrangères. Durant le cycle opérationnel, l'équipe est disponible pour être déployée sur le territoire national ou à l'étranger. Durant le cycle d'appui, l'équipe travaille sur des projets spéciaux, maintient les équipements et conduit des recherches.

## Historique

### Création de l'unité
L'idée de la HRT est née dans la fin des années 1970 mais est devenue une réalité lorsque le directeur du FBI William H. Webster fut témoin d'une démonstration de la Delta Force de l'armée américaine ayant alors pour fonction de suppléer le FBI qui ne disposait pas d'unité spécialisée dans la libération d'otages. Lorsqu'il s'aperçut que l'équipement de l'unité ne comprenait pas de menottes, il se renseigna et un soldat lui répondit macabrement : « Nous mettons deux balles dans la tête. La mort n'a pas besoin de menottes. » Le concept de la HRT devient alors celui d'une unité SWAT renforcée et de contre-terrorisme. L'unité devait être capable de : 
- résoudre des prises d'otages délicates ;
- mener des opérations de contre-terrorisme importantes ou impliquant des agents nucléaires ou biologiques ;
- mener des opérations pour lesquelles les unités locales ou des bureaux régionaux du FBI n'étaient pas entraînées ou équipées.

L'approbation définitive pour la création de la HRT fut donnée au début de l'année 1982 et son organisation débuta en mars de la même année. La session de sélection initiale eut lieu en juin 1982 avec trois groupes de 30 candidats chacun ; beaucoup étant des membres expérimentés des équipes SWAT. Cinquante candidats furent sélectionnés pour continuer à recevoir un entraînement plus poussé.
Une fois la sélection initiale complétée, la toute nouvelle HRT commença l'acquisition des équipements considérés comme nécessaires et l'amélioration des infrastructures d'entraînement de Quantico. L'un des premiers projets fut la construction d'une maison de tir. Le bâtiment, entièrement réalisé avec des pneus usagés, devait permettre à l'équipe de mener des exercices à balles réelles pour renforcer ses compétences en tir. 
Les finitions furent faites juste avant le Thanksgiving de 1982 et après une semaine de vacances, l'équipe commença son programme d'entraînement initial. Après avoir reçu l'instruction tactique des équipes SWAT, chaque individu développa une expertise, telle que le maniement des explosifs ou l'effraction. En plus, presque tous s'entraînèrent avec la Force Delta.
Dans le cadre de leur mission de liaison avec un groupe de contre-terrorisme existant dans le monde, les agents assistèrent à des exercices effectués par ladite unité avant de partager leur expérience avec le reste de l'équipe. Pour agréger toutes ses nouvelles compétences tactiques et en tir, l'équipe passa près de la totalité du mois de janvier 1983 à les affûter à Quantico. L'équipe fut alors transférée à Fort Bragg, en Caroline du Nord, pour s'instruire et s'entraîner durant un mois avec la Force Delta. L'équipe retourna à Quantico pour maintenir et renforcer ses nouvelles capacités avant d'être considérée comme opérationnelle en août 1983.
L'exercice de certification finale, nom de code Operation Equus Red, eut lieu en octobre à la base aérienne de Kirtland, au Nouveau-Mexique. Durant l'exercice, la HRT, une équipe locale de SWAT et l'Équipe de recherche d'urgence nucléaire (en) (Nuclear Emergency Search Team, ou NEST) du département de l’Énergie avaient pour tâche de prendre d'assaut un bastion terroriste. Le « groupe terroriste » était également censé être en possession d'un engin nucléaire, situé dans un autre endroit, qui devait être retrouvé et neutralisé. Après qu'un engin aérien du NEST eut confirmé la localisation de l'engin, les agents de la HRT infiltrèrent le refuge terroriste, sécurisèrent l'engin et assurèrent l'élimination des terroristes en moins de 30 secondes. Les principaux responsables du FBI virent l'exercice comme un succès complet et accordèrent leur approbation pour déclarer l'équipe comme totalement opérationnelle.

### Intégration duCritical Incident Response Group
La HRT intégra le Groupe de réaction aux incidents critiques à la suite de sa formation en 1994, du fait du besoin de rassembler dans un groupe les ressources nécessaires pour réagir à un grave incident.

## Compétences

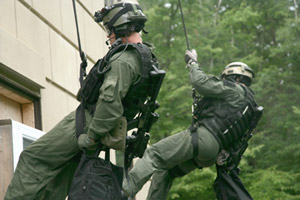
Des agents de la HRT à l'entraînement.

Les équipements et tactiques de la HRT sont les plus avancés des 56 équipes SWAT et des 14 équipes SWAT renforcées du FBI parce que ses agents (équipes d'assaut et de tireurs d'élite) servent à plein temps et s'entraînent quotidiennement.
La HRT a la capacité « de se déployer en moins de quatre heures, avec tout ou partie de ses personnels et matériels, en n'importe quel endroit des États-Unis d'Amérique ou de leurs territoires » . L'unité est également capable d'opérer dans de nombreuses conditions (menace NRBC, conditions météorologiques difficiles, obscurité, milieux urbains et ruraux).

### Compétences maritimes
La HRT possède un panel complet de compétences dans le domaine maritime, incluant des compétences avancées en effraction (aptitude à contourner les portes verrouillées à bord d'un navire) et en abordage. La HRT dispose d’embarcations conçues pour des assauts maritimes, dont beaucoup ont été améliorées depuis 2004.
La HRT dispose également d'une équipe spécialisée dans ce domaine avec des compétences comme la plongée sous-marine, y compris avec recycleur (équipement de plongée permettant de ne pas émettre de bulles) et la natation de combat. De plus, un agent de cette équipe est qualifié pour piloter un cargo.

### Compétences aériennes
L'unité d'aviation tactique de la HRT est composée d'agents spéciaux du FBI. Sa branche d'hélicoptères, composée de machines spécialement modifiées, inclut des hélicoptères de transport tactique Sikorsky UH-60 Black Hawk et des hélicoptères Bell 412 et 407. Les équipes tactiques de la HRT peuvent être déployées grâce à diverses techniques comme la descente rapide en corde lisse d'un hélicoptère (fast rope) ou la chute opérationnelle à haute altitude (HALO).

## Sélection et entraînement

### Sélection et formation initiale

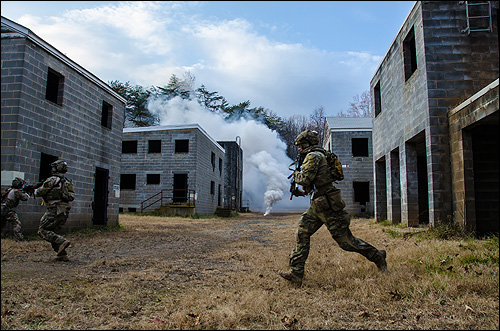
Des agents de la HRT participant à un entraînement d'assaut urbain.

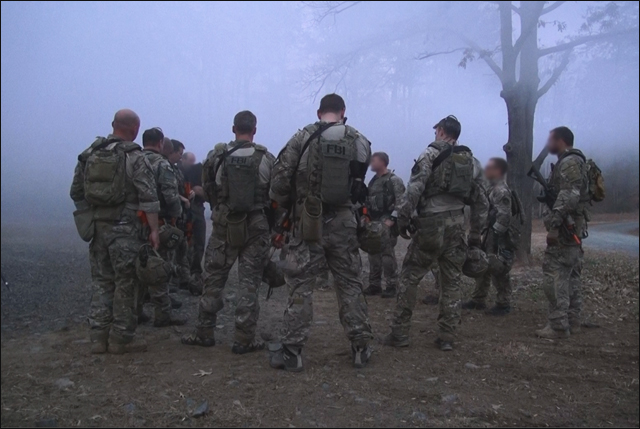
Des agents de la HRT discutant des actions effectuées précédemment lors d'un exercice d'assaut urbain.

Les futurs membres de la HRT sont sélectionnés sur la base de leur historique et de leur expérience aussi bien que sur leurs performances lors du stage de sélection de l'unité. Le programme des deux rudes semaines de la sélection comprend  des courses d'endurances, des marches forcées, des courses d'obstacles et d'autres tests physiques ou de résistance psychologiques. Durant toute la sélection, les candidats sont évalués sur la capacité à réfléchir sous la pression et sur leurs performances malgré leur épuisement physique. Après une période de formation initiale de 6 mois connue comme la « New Operator Training School » (NOTS), ils sont casernés à l'académie du FBI à Quantico. Le stage de sélection et le NOTS sont proches des sélections et entraînements du 1st SFOD-D (Force Delta), des ajustements mineurs étant effectués du fait de leurs missions différentes. 
Depuis la création de l'unité, ses agents sont envoyés se spécialiser dans d'autres unités. Ainsi, les agents assignés aux binômes de tireurs d'élite/observateurs sont envoyés suivre le stage de base des éclaireurs-snipers du  Corps des Marines des États-Unis d'Amérique (USMC) avant de recevoir au sein de la HRT d'autres formations.   
Les agents de la section maritime sont envoyés suivre une variété de stages d'opérations spéciales maritimes incluant la phase II de l'US Navy BUD/S à la Naval Amphibious Base Coronado (base amphibie de la Marine à Coronado), en Californie. Cette formation permet l'acquisition des compétences de nageur de combat, d'opérations maritimes et tactiques (comme celles des visites, abordages, recherche et saisie / visit, board, search, and seizure — VBSS) des SEALs.
Dès l'origine, plusieurs membres de l'équipe effectuèrent une formation aux insertions aériennes et opérations héliportées avec la Task Force 160 (l'actuel 160th Special Operations Aviation Regiment). 
De même, dès la création de l'unité, l'ensemble des agents reçurent 80 heures de formation médicale.

### Entraînement
Lorsqu'elle n'est pas déployée en opération, la HRT conduit des entraînements à plein temps sur une variété de sites dans le pays. Deux ou trois heures sont consacrées quotidiennement à l'entraînement physique, à des sessions de tactiques défensives et de combativité. Un jour par semaine est consacré au maintien d'autres compétences « périssables » (comme la descente en corde lisse, l'effraction ou la photographie) ou spécialisées (comme les assauts mobiles, les chasses à l'homme et les opérations rurales) ; les opérations maritimes, héliportées ou en conditions météorologiques dégradées ; le parachutisme ; les armes de destruction massive (formation dispensée par le département de l'Énergie).
Trois journées sont passées à affûter les compétences en tir longue distance ou de combat en milieu clos grâce aux multiples installations disponibles pour l'unité. Toutes les deux semaines, une journée est allouée à la maintenance des équipements. Le calendrier prévoit des périodes utilisées discrétionnairement par les chefs d'équipe. Durant une semaine d'entraînement de routine, il n'est pas rare qu'un agent tire plus de 1 000 cartouches pour maintenir ses compétences en tir. 
Tous les 12 à 18 mois, la HRT participe aussi à d'importants exercices combinés impliquant d'autres entités gouvernementales comme le FBI, et les départements de la Défense, de l’État, de l’Énergie ou de la Sécurité intérieure. Parmi les unités avec qui elle s'entraîne régulièrement, on peut citer la Force delta ou le SEAL Team Six, les équipes « FAST » de l'agence antidrogue (DEA), les unités d'intervention tactique des gardes-frontières (Border Patrol Tactical Unit, ou BORTAC) ou les équipes de réaction d'urgence et d'endiguement (Containment & Emergency Response Team, ou CERT) de la Police du Capitole.
Occasionnellement, la HRT s'entraîne avec le Groupe d'intervention de la Gendarmerie nationale (GIGN) français, les Special Air Service (SAS) et Special Boat Service (SBS) britanniques, l'Emergency Response Unit (Irlande) (ERU) de la Garda Síochána irlandaise, le SASR australien, le GSG-9 allemand et d'autres unités internationales,.
À plusieurs reprises, des agents de la HRT ont étudié avec des équipes d'intervention tactique internationales, fédérales, locales et militaires et participé à des formations privées pour en apprendre plus sur les tactiques d'assaut, la descente en rappel, le combat en milieu clos, les agents chimiques, la psychologie des terroristes, les méthodes de surveillance, le sniping/contre-sniping, les communications, etc. Les tactiques ainsi apprises étaient ensuite partagées avec le reste de l'équipe.
Finalement, pour l'entraînement au combat en milieu clos, la HRT a décidé de le rendre plus réaliste en appliquant les recommandations du commandant Richard Marcinko du SEAL Team Six : introduction de sacs d'hémoglobine et de balles de cire (wax bullet, utilisées pour les exercices entre équipes). En plus de ses propres installations, l'équipe utilise de manière routinière des installations et stands de tir privés ou de la Force delta. La HRT est également connue pour s'exercer au Camp Peary et à Harvey Point.

## Armement
Armes de poing :
- Sig-Sauer P226 et Browning HP utilisés au début de l'unité.
- Springfield Armory Inc. TRP PRO (« clone » du Colt M1911).

Pistolets mitrailleurs :
- Heckler & Koch MP5 dans ses différentes versions (certaines en 10 mm Auto) modifiés et équipés de lampes Sure-Fire et de visées Aimpoint.

Fusil à pompe
- Scattergun FBI

Fusils d'assaut :
- Colt M16A2, CAR-15A2, Colt M4/M4A1 et depuis peu HK 416 avec canon 10'5.
- M14 en 7,62 mm OTAN.
- HK 33

Fusils de précision :
- Remington M-40A1 en .308 Winchester équipé de lunette Unertl.
- FNH SPR-USG (USG – US Government)
- HK PSG-1 en 7,62
- Barret M-82 en .50 BMG

## Opérations
Depuis sa création, la HRT a été impliquée dans beaucoup des affaires les plus importantes du FBI, exécutant nombre d'opérations contre des militants, terroristes ou dangereux criminels. Le premier test des capacités de l'équipe eut lieu durant les Jeux olympiques d'été de 1984 à Los Angeles pour sécuriser les bâtiments majeurs. 
Certaines affaires ont mis la HRT sous les feux des projecteurs. La HRT a été placée sous surveillance accrue du public et du Congrès, ainsi que les autorités fédérales en général, du fait des tactiques, vues comme oppressantes, utilisées lors du Siège de Waco et Ruby Ridge.
D'un autre côté, la HRT a été impliquée dans plus de 200 missions réussies, à la fois sur le territoire national et à l'étranger. Beaucoup de ses petites opérations n'ont reçu qu'une attention réduite ou inexistante de la presse internationale. La HRT a été déployée et a mené des opérations de combat en Irak et en Afghanistan par exemple.
Quelques-unes de ses missions les plus importantes incluent les sièges de Waco et Ruby Ridge, la capture des suspectés maîtres à penser des attentats de 1998 contre des ambassades africaines des États-Unis, le sauvetage d'un enfant de 5 ans enlevé en 2013 dans l'Alabama et les opérations de sauvetage des gardiens de prison de Talladega en Alabama et de Saint-Martinville en Louisiane. Le 19 avril 2013, la HRT arrête un homme à Wattertown, dans le Massachusetts après la chasse à l'homme contre les suspects de l'attentat de Boston du 15 avril. Le 10 août 2013, la HRT a secouru une adolescente en tuant son ravisseur ainsi que, dans une autre affaire d'enlèvement, Frank Arthur Janssen. L'équipe a aussi apporté son assistance dans la capture de Eric Frein.

## Pertes
La HRT a subi quatre pertes connues, toutes en relation avec l'entraînement. Le premier tué fut  James K. McAllister, en 1986 durant un exercice de descente en corde lisse . Le deuxième fut Gregory J. Rahoi, tué dans un exercice à balles réelles en 2006.
En mai 2005, un hélicoptère McDonnel Douglas 530 s'écrasa durant un exercice de descente en corde lisse. Les membres d'équipage furent blessés mais leur vie ne fut pas menacée. 
Le 17 mai 2013, deux agents, Christopher Lorek et Stephen Shaw, furent tués dans un accident d'hélicoptère durant un entraînement au large des côtes de Virginia Beach.

## Agents connus
- Danny Coulson (en) : fondateur et ancien commandant de la HRT. Il servit auparavant dans une équipe de tireur de précision d'une unité SWAT du FBI  avant d'en commander une des plus actives. Il devint plus tard sous-chef adjoint du FBI. En 2009, Danny Coulson est un conseiller en sécurité, un auteur et un commentateur à succès.
- Lon Horiuchi (en) : ancien agent et tireur de précision qui tua d'une balle dans la tête Vicky Weaver alors qu'elle tenait sa fille bébé durant le siège de Ruby Ridge. Il fut mis en examen pour cet acte mais les charges furent abandonnées. Il participa également au siège de Waco.
- Christopher Whitcomb (en) : ancien agent et tireur de précision de l'unité où il passa 15 années au cours desquelles il fut déployé à Waco, Ruby Ridge et durant les émeutes de 1992 à Los Angeles. En février 2012, il devient écrivain et apparaît comme « expert » dans le jeu télévisé Identity de la chaîne NBC.
- James K. McAllister : le premier des 4 tués de l'unité.
- Gregory J. Rahoi : le deuxième des tués de l'unité. Il fut accidentellement et mortellement touché lors d'un exercice tactique à balles réelles, mené à Fort A.P. Hill, destiné à le préparer à un déploiement en Irak. G. Rahoi avait été assigné à la HRT pendant 6 années durant lesquelles il effectua trois tours en Irak. Il servit comme pompier, agent paramédical, officier de police et juriste avant de rejoindre le FBI. Il a été décoré à titre posthume de la FBI Medal of Valor (en) (Médaille du courage du FBI) pour son héroïsme durant son dernier tour en Irak.
- Thomas R. Norris (en) : membre pionnier de l'unité en tant que chef d'équipe d'assaut. Ancien membre des SEALs et récipiendaire de la Medal of Honor pour le sauvetage, lors de la guerre du Vietnam, du lieutenant-colonel Iceal Hambleton durant la mission Bat-21. Il perdit plus tard dans le conflit un œil et devint le premier agent borgne de la HRT.

### Sources de la section Armement
Cette notice est issue de la lecture des revues spécialisées de langue française suivantes : Cibles, AMI (B, disparue en 1988), Action Guns, Raids et Assaut. 